# ブレコンビーコンズ国立公園

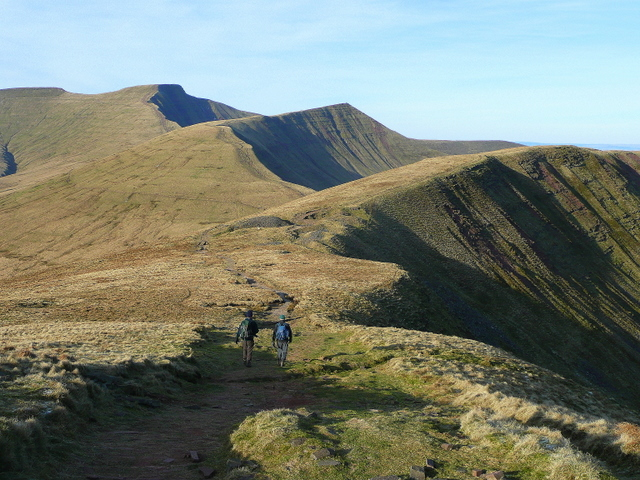

ブレコンビーコンズ国立公園（英語: Brecon Beacons National Park）、正式名称バンナイ・ブラヘイニョグ国立公園（ウェールズ語: Parc Cenedlaethol Bannau Brycheiniog、英語: Bannau Brycheiniog National Park）はウェールズにある3つ存在する国立公園のひとつであり、ウェールズ南部のブレコンビーコンズ（Brecon Beacons）丘陵地帯にまたがっている。
2023年4月17日、国立公園指定66周年記念として、ウェールズ語名が正式名称の「バンナイ・ブラヘイニョグ国立公園」に改名した。

## アウトドア活動
ブレコンビーコンズ国立公園は様々なアウトドア活動を楽しむことができることで人気を博している。主なものとして、ハイキングやクライミング、サイクリング、乗馬などがあげられる。